# Sköldinge distrikt
Sköldinge distrikt är ett distrikt i Katrineholms kommun och Södermanlands län. 
Distriktet ligger öster om Katrineholm. 

## Tidigare administrativ tillhörighet
Distriktet inrättades 2016 och utgörs av socknen Sköldinge i Katrineholms kommun.
Området motsvarar den omfattning Sköldinge församling hade vid årsskiftet 1999/2000.